# Лаур Кіцану
Лауренциу Кіцану (рум. Laurențiu Chițanu; нар. 1 вересня 2000, Кишинів, Молдова) — молдовський футболіст, нападник. Окрім Молдови, виступав також у Португалії, Італії та Болгарії.

## Життєпис
Футболом розпочав займатися в академії кишинівського «Зімбру», а згодом опинився в структурі одного з грандів румунського футболу, бухарестського «Стяуа». Дорослу футбольну кар'єру розпочав у клубі шостого дивізіону чемпіонату Португалії «Маріньєнсе Б». Напередодні старту другої половини сезону 2019/20 років приєднався до «Скандіччі» з четвертого дивізіону чемпіонату Італії. У 2021 році підписав контракт із молдовським клубом «Флорешти», де в чемпіонаті провів 12 матчів та відзначився 1-м голом. 8 серпня 2021 року дебютував за команду в програному (1:4) матчі проти «Мілсамі». 6 листопада 2021 року відзначився своїм першим голом за Флорешти, в програному (1:5) поєдинку проти «Динамо-Авто». Напередодні старту другої половини сезону 2021/22 років, після невдалого перегляду в іспанській команді «Кастельйон», підписав контракт із болгарським «Спартаком» (Варна).